# Mark Forster
Mark Forster (* 11. ledna 1983, Kaiserslautern; občanským jménem Mark Cwiertnia) je německý zpěvák a skladatel.

## Životopis
Mark Forster se narodil v rodině polské matky a německého otce. Začínal jako pianista, hudebník a skladatel v Berlíně, kde mj. psal znělky pro televizi. Jeho prvním singlem byla píseň Auf dem Weg, vydaná v roce 2012.
Mark Forster ovládá částečně polštinu a je fanouškem 1. FC Kaiserslautern.

## Diskografie
Studiová alba:
- Karton (2012)
- Bauch und Kopf (2014)
- TAPE (2016)
- Liebe (2018)

Singly:
- Auf dem Weg
- Zu dir (weit weg)
- Au revoir
- Flash mich
- Bauch und Kopf
- Wir sind groß
- Chöre
- 194 Länder